# Glijringafdichting

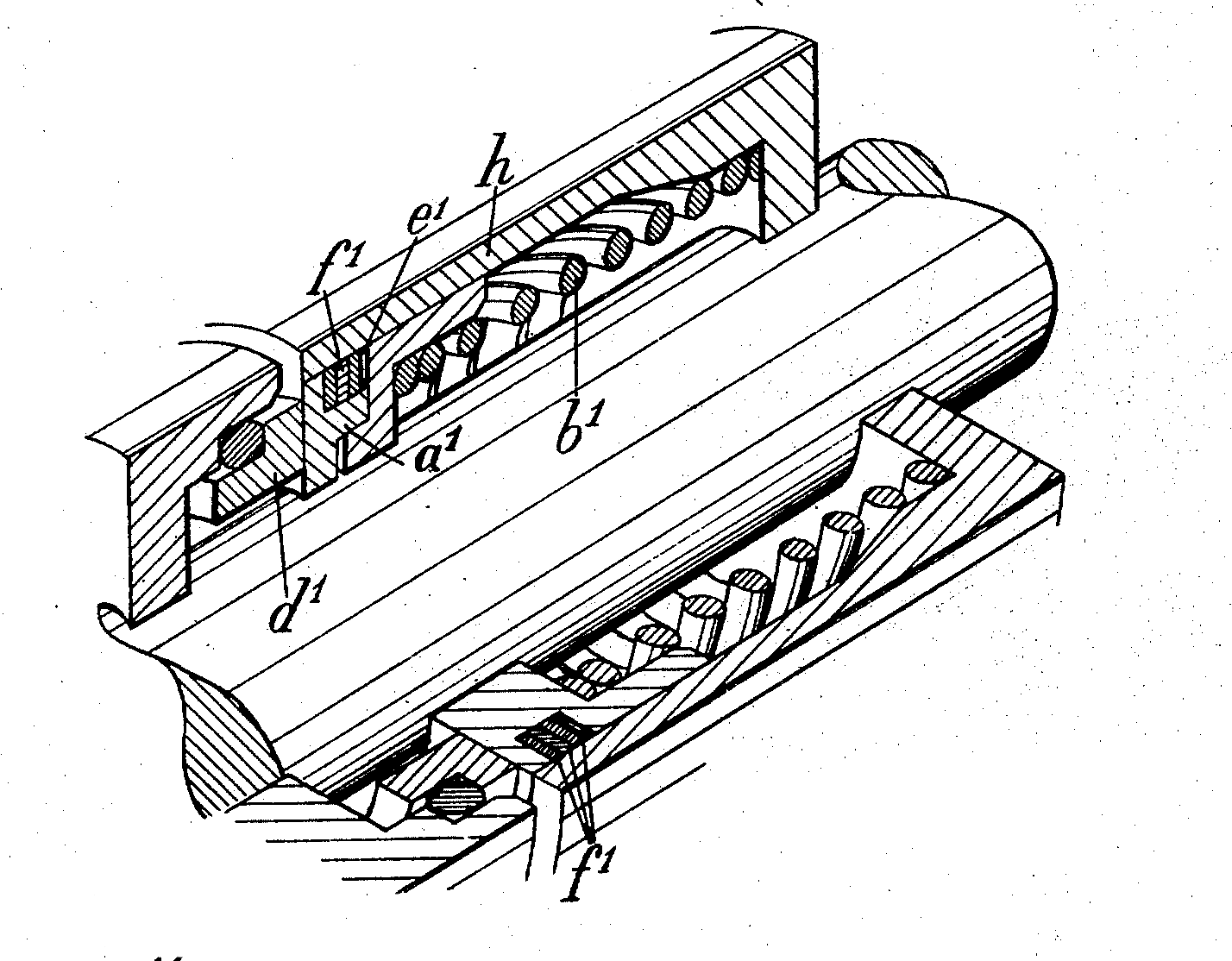
Glijringafdichting of mechanical seal

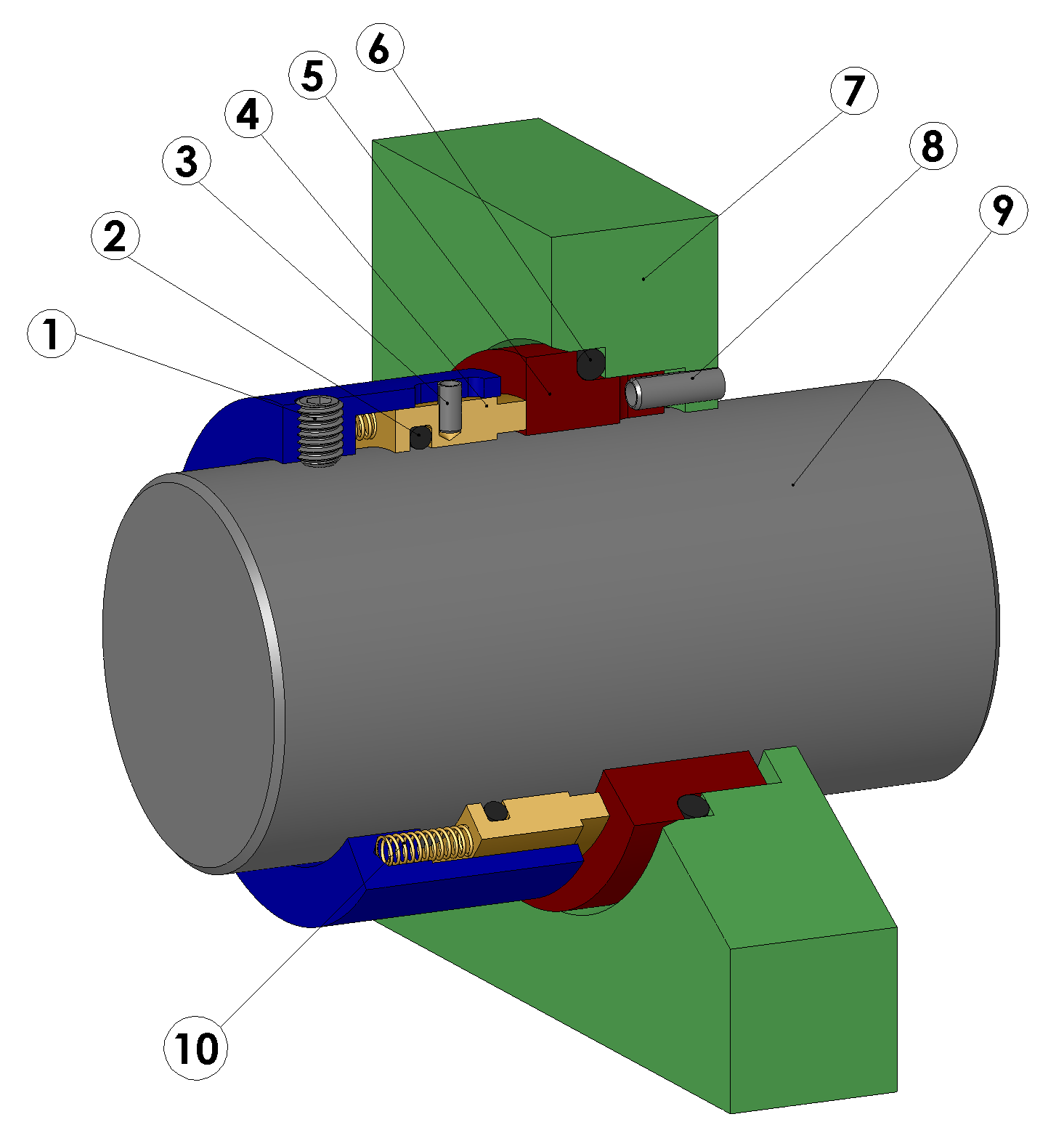
Eenvoudige glijringafdichting

Een glijringafdichting is een asafdichting. Deze dient voor de afdichting tussen een ronddraaiende as en de stilstaande behuizing. Een belangrijke toepassing voor glijringafdichtingen is om de as in pompen zoals centrifugaalpompen af te dichten. De glijringafdichting bestaat uit 2 ringen: een die vast verbonden is (de rode) met het niet draaiende huis (groen) en een die mee ronddraait met de as (blauwe ring). De afdichting ontstaat doordat de veren de gele ring tegen de rode ring aandrukken. Doordat de gele ring met de as meedraait ontstaat er veel wrijving. Deze kan verminderd worden door er een smeervloeistof tussen te brengen. Deze vloeistof moet zeer zuiver zijn, bv. gedemineraliseerd water. 
Bij het verpompen van bijtende, giftige of heel dure vloeistoffen of bij hoge druk en temperatuur voldoet de stopbuspakking niet wegens de permanente lekkage. Een glijringafdichting moet dan worden gebruikt.